# Вьетнамская мифология
Вьетна́мская мифоло́гия — мифологическая система, созданная вьетами, самым крупным народом Вьетнама. Включает в себя культ предков и более поздние обряды, зачастую сформировавшиеся вокруг существовавших в реальности людей.

## Мифы о создании народа
Согласно мифам, вьетский народ появился благодаря Киньзыонг-выонгу, первому хунгвыонгу. Его сын Лак Лонг Куан женился на фее Ау Ко, и она снесла сто яиц, из которых появились сто вьетских племён, пятнадцать из которых (лаквьеты), а также несколько горных племён (аувьеты) — и есть предки современных вьетов.

## Герои и боги
Важными фигурами во вьетнамской мифологии являются Четверо бессмертных (Tứ bất tử, 四不死, ты бат ты): мальчик-великан Тхань Зёнг (Thánh Gióng), горный бог Шон Тинь (Sơn Tinh), болотный мальчик Тю Донг Ты (Chử Đồng Tử), принцесса Льеу Хань (Liễu Hạnh). Шон Тинь также фигурирует в истории о боге гор и богине воды (Sơn Tinh, Thủy Tinh). Одним из героев эпоса является освободитель государства вьетов Ле Лой и его меч Тхуантхьен.
Существуют адаптации китайских мифов, например, мифа о Четырёх священных животных. Китайское божество Шэнь-нун также появляется во вьетнамских мифах, под именем Тхан Нонг (Thần Nông, 神農).
В фольклоре имеются такие герои, как Двенадцать повитух (Bà Mụ), 12 фей, которые учат новорождённых детей тому, что требуется узнать в первый год жизни: сосанию, улыбке и прочему.

## Религиозные обряды
Многие легенды посвящены обрядам культа предков, ритуальным деньгам, Лен донг (Lên đồng), а также местным божествам, включая святого Чана (Tín ngưỡng Đức Thánh Trần), который сопоставляется с Чан Хынг Дао, генералом, прогнавшим монголов в XIII веке. Поклонение Богине-матери (Đạo Mẫu) Дао Мау основано на легендах, но культа таковой у вьетов нет. Другие богини — Тхьен-и А-на (Thiên Y A Na), Ба Тюа Кхо (Bà Chúa Kho), принцесса Льеу Хань, одна из Четырёх бессмертных, Ау Ко, сёстры Чынг, Чьеу Тхи Чинь, богини культа Четырёх дворцов (Tứ Phủ) — Матушка верхнего неба (mẫu Thượng Thiên, мау тхыонг тхьен), Матушка высокогорья (mẫu Thượng Ngàn, мау тхыонг нган), Матушка воды (mẫu Thoải, мау тхоай) и Матушка земли (mẫu Địa Phủ, мау диа фу).